# Auf den Wegen von Darwin
Auf den Wegen von Darwin, im französischen Original Sur les Traces de Darwin, ist ein Familienbrettspiel der französischen Spieleautoren Grégory Grard und Matthieu Verdier. Bei diesem Legespiel nehmen die Mitspieler die Rolle von Naturforschern ein und unterstützen Charles Darwin bei seinen Forschungen, indem sie Tierarten untersuchen und Theorien zur Evolution entwickeln.
Das Spiel ist für zwei bis fünf Mitspieler konzipiert und erschien 2023 bei dem Verlag Sorry We Are French. Im folgenden Jahr wurde es für den As d’Or Jeu de l’Année sowie neben den Spielen Captain Flip und Sky Team für das Spiel des Jahres nominiert. Zudem gehörte es zu den Mensa Select Games 2024.

## Hintergrund und Ausstattung
In dem Spiel Auf den Wegen von Darwin versuchen die Spieler in der Rolle von Naturforschern auf dem Forschungsschiff Beagle den Forscher Charles Darwin bei der Fertigstellung seines Buches Über die Entstehung der Arten zu unterstützen. Sie studieren dafür Tierarten, führen kartografische Erhebungen durch und veröffentlichen ihre Ergebnisse. Wer am Spielende mehr Siegpunkte als die anderen und damit am meisten beigetragen hat, gewinnt das Spiel.
Das Spielmaterial besteht neben der Spielanleitung aus einem Spielplan, 64 Tierplättchen, je fünf Forschungsbüchern und Charakterplättchen, 16 Publikationsmarkern, 15 Kompassmarkern, 28 Theoriemarkern, 10 Ortskundigen-Markern, einem Darwin-Marker, einer Beagle-Spielfigur, einem Bogen mit Wertungsblättern und einem Stoffbeutel.

## Spielweise

### Spielvorbereitung
Das Spiel wird mit zwei bis fünf Spielern gespielt, die gegeneinander spielen. Zur Spielvorbereitung wird der Spielplan in die Tischmitte gelegt, die Beagle-Spielfigur kommt auf das dafür vorgesehene Startfeld. Die Ortskundigen-, Publikation- und Kompass-Marker werden auf die entsprechenden Felder des Spielplans abgelegt. Pro Mitspieler werden 12 zufällige Plättchen (Tier- und Charakterplättchen) gezogen und als verdeckte Stapel neben den Spielplan abgelegt, neun weitere Plättchen werden offen auf die entsprechenden Felder des Spielplans verteilt. Jeder Spieler bekommt ein Forschungsbuch und legt einen zufälligen Theorie-Marker offen auf das oberste Feld des Buches, mit den restlichen Theorie-Markern werden zwei verdeckte Stapel gebildet und auf die entsprechenden Felder am rechten Rand des Spielplans abgelegt. Drei Theorie-Marker werden gezogen und auf die passenden Felder darunter abgelegt. Zudem legt jeder Spieler je einen Ortskundige-Marker auf eines der entsprechenden Felder in der unteren linken Ecke der Forschungsbücher.

### Spielablauf
Das Spiel wird reihum gespielt, beginnend mit einem vorher bestimmten Startspieler. Der jeweils aktive Spieler führt in seinem Zug je zwei Aktionen durch: Er studiert ein Tier oder lässt sich durch einen Forscher inspirieren und bewegt danach die Beagle-Spielfigur, zudem kann er verschiedene Sonderaktionen durchführen.
Bevor der Spieler seine Aktion startet, darf er einen seiner Ortskundigen für eine Sonderaktion einsetzen: Er darf die Beagle-Spielfigur um ein Feld vorwärts oder rückwärts bewegen oder darf die drei Plättchen vor der Beagle verdeckt und in beliebiger Reihenfolge unter einen oder mehrere der Plättchen-Stapel legen und dann drei neue Plättchen auslegen. Danach wählt der Spieler eines der drei Plättchen, vor denen sich die Beagle gerade befindet, und legt es auf das passende Feld in seinem Forschungsbuch. Handelt es sich bei dem Plättchen um ein Tier, wird es auf das Feld in seinem Forschungsbuch platziert, das sowohl seinem Lebensraum als auch seiner Tierklasse entspricht. Wenn das Tier einen Bonus bringt, wird dieser direkt oder später vergeben:
| Bonus                     | Aktion |
| ------------------------- | --- |
| Entdeckung (Lorbeerkranz) | Diese Plättchen sind ein bis drei Siegpunkte wert, wenn es am Spielende oben auf seinem Stapel liegt.                                                                                               |
| Kartografie Karte         | Diese Plättchen sind am Spielende je einen Siegpunkt für jeden Kompass des Spielers wert. |
| Vermehrung Kompass        | Der Spieler nimmt sofort einen Kompass und lege ihn auf eines der fünf entsprechenden Felder in seinem Forschungsbuch. Ein Spieler darf maximal fünf Kompasse haben, weitere kann er nicht ablegen. |
| Ortskundiger              | Der Spieler nimmt sofort einen Ortskundigen-Marker und legt ihn auf ein leeres Feld in seinem Forschungsbuch. Ein Spieler darf maximal zwei Ortskundige haben, weitere kann er nicht ablegen.       |
| Besondere Tiere Krone     | Der Spieler nimmt sofort den Darwin-Marker und lege ihn neben sein Forschungsbuch. Wer am Spielende den Darwin-Marker hat, bekommt dafür zwei Siegpunkte.                                           |

Wenn der Spieler ein Tier-Plättchen wählt, von dessen Tierklasse und Lebensraum er bereits ein Tier hat, legt er das neue Plättchen auf das alte und erhält seinen Sofort-Bonus. Das überdeckte Plättchen bleibt liegen, seine Siegpunkte oder Kartografie-Symbol werden in der Endwertung jedoch ignoriert. Er kann in seinem Forschungsbuch beliebig viele Tier-Plättchen überdecken und auf einem Feld stapeln. Tut er dies, nimmt er sich einen der drei offen liegenden oder einen verdeckten Theorie-Marker und legt ihn auf das entsprechend oberste freie Feld seines Forschungsbuchs. Ein Spieler darf eine Theorie auch zwei Mal haben, aber nie mehr als sechs Theorien aufstellen. Immer wenn das erste Mal auf allen 4 Felder eines Lebensraums oder einer Tierklasse Plättchen liegen, nimmt sich der Spieler einen beliebigen Publikation-Marker vom Spielplan und legt ihn in sein Forschungsbuch.
Handelt es sich bei dem Plättchen um einen Charakter, lässt sich der Spieler inspirieren. Er legt das Plättchen auf ein freies der drei Felder am linken Rand des Forschungsbuchs und erhält je nach Plättchen einen oder zwei Boni. Wenn ein Spieler bereits drei Charakter-Plättchen hat, darf er kein weiteres nehmen. Die Charaktere entsprechen realen Personen aus dem Umfeld von Darwin, folgende Charaktere gibt es:
| Charakter        | Boni                                                                                                 |
| ---------------- | --- |
| Charles Darwin   | Der Spieler nimmt einen Theorie-Marker und einen Ortskundigen-Marker.                                |
| Robert FitzRoy   | Der Spieler nimmt zwei Ortskundigen-Marker.                                                          |
| John Henslow     | Der Spieler nimmt einen Kompass-Marker und einen Ortskundigen-Marker.                                |
| Conrad Martens   | Der Spieler nimmt zwei Ortskundigen-Marker und hat am Spielende ein zusätzliches Kartografie-Symbol. |
| Robert McCormick | Der Spieler nimmt zwei Ortskundigen-Marker und hat am Spielende vier zusätzliche Siegpunkte.         |

Nachdem der aktive Spieler ein Plättchen genommen und abgelegt hat, bewegt er die Beagle-Spielfigur entlang der Pfeilsymbole entsprechend der Position des genommenen Plättchens um ein bis drei Felder. Danach zieht er ein neues Plättchen von einem beliebigen Stapel und legt es offen auf das leere Feld des Spielplans.

### Spielende und Siegpunkte
Das Spiel endet, wenn das letzte Plättchen vom Stapel auf den Spielplan gelegt wurde und damit sobald alle Mitspieler jeweils zwölf Plättchen in ihren Forschungsbüchern abgelegt haben; danach werden die Siegpunkte ermittelt. Die Siegpunkte ergeben sich aus:
- den sichtbaren Siegpunkten auf den Tier-Plättchen des Forschungsbuches,
- vier Siegpunkten für den Spieler, der Robert McCormick ausgelegt hat,
- fünf Siegpunkten für jede Publikation und damit jede vollständige Reihe und Spalte im Forschungsbuch,
- Kartografiepunkten durch die Multiplikation der sichtbaren Kartografie-Symbole mit den Kompassen,
- Siegpunkten für die ausliegenden Theorien, und
- zwei Siegpunkten für den Spieler mit dem Darwin-Marker.

Gewinner ist der Spieler mit den meisten Siegpunkten. Bei einem Gleichstand gewinnt, wer zusätzlich die meisten Siegpunkte für Theorien bekommen hat.

## Ausgaben und Rezeption
Das Spiel wurde von Grégory Grard und Matthieu Verdier entwickelt und erschien 2023 bei dem französischen Spieleverlag Sorry We Are French auf Französisch, Deutsch, Englisch sowie in Zusammenarbeit mit weiteren Verlagen auf Russisch, Polnisch, Ungarisch, Tschechisch, Koreanisch und Chinesisch.
Es wurde im Juni 2024 neben den Spielen Captain Flip und Sky Team für das Spiel des Jahres nominiert; die Jury begründet es damit, dass es „ein überschaubares, in sich schlüssiges und leicht erklärbares Regelwerk mit überbordender Freude an der Umsetzung des Themas“ verbinde. Nach ihrer Einschätzung erzeugen die kurzen Züge mit vielen Optionen einen hohen Wiederspielreiz und „die schöne Ausstattung hilft, auch neue Forschungscrews an Bord der „Beagle“ zu locken.“ Der Spielekritiker Harald Schrapers vergab 5 von 6 Punkten an das Spiel und beschrieb es in seinem Blog als schnell erklärtes und schnell gespielt, jedoch „nicht besonders innovativ“. Er schließt sein Urteil: „Um so überzeugender ist die thematische Umsetzung, die aus einem guten Spiel ein herausragendes macht.“ Udo Bartsch bewertet das Spiel als „solide“, „in den Abläufen steckt nichts Hakeliges oder Überflüssiges“ wodurch es sich für ihn „leichtgewichtig“ anfühlt. Er nennt es ein „sehr rundes Spiel, zumal es auch hübsch gestaltet und hübsch ausgestattet ist.“ Laut Maren Hoffmann in der spielbox passen in dem Spiel „Komplexität und Spieldauer gut zusammen“, es sei „alles überschaubar und macht Spaß, weil die wenigen Zusatzelemente […] den taktischen Reiz erhöhen und die Glückslastigkeit mindern, ohne zu überfrachten.“ Zudem lobt sie die liebevolle Aufmachung des Spielmaterials und die „Liebe zum Thema“; für das Spiel vergibt sie 7 von 10 möglichen Punkten.
Das Spiel wurde zudem für den As d’Or Jeu de l’Année nominiert und gehörte zu den Mensa Select Games 2024.

## Belege
1. 1 2 3 4 5 6 7  
Offizielle Spielregeln für Auf den Wegen von Darwin, Sorry We Are French / Asmodee 2023
2. ↑  
Versionen von Auf den Wegen von Darwin in der Datenbank BoardGameGeek; abgerufen am 13. Juli 2024.
3. ↑  Auf den Wegen von Darwin auf der Website des Spiel des Jahres e.V.; abgerufen am 13. Juli 2024.
4. ↑  Harald Schrapers: Auf den Wegen von Darwin, Rezension im Blog Games we Play; abgerufen am 13. Juli 2024.
5. ↑  Udo Bartsch: Auf den Wegen von Darwin, Rezension im Blog Rezensionen für Millionen, 15. Februar 2024; abgerufen am 13. Juli 2024.
6. ↑  Maren Hoffmann: Es kommt ein Schiff, geladen. In: spielbox 6/2023, S. 22.